# Universidad Sejong
Universidad Sejong es una universidad privada ubicada en Seúl, Corea del Sur. La historia de la Universidad de Sejong se remonta a 1940, cuando un fideicomiso establecido el Instituto de Humanidades Sung Kyung. En 1978, la academia fue nombrado Universidad Sejong en honor de Sejong el Grande, el cuarto rey de la Dinastía Joseon y supervisor del alfabeto Coreano Hangeul. La Universidad Sejong tiene nueve colegios y siete escuelas de posgrado.

## Museo de Universidad Sejong
Situado en el extremo oriental del campus, el Museo de la Universidad Sejong exhibe una colección de artefactos y antigüedades recogidos por los fundadores de la universidad. Ellos han sido donados a la universidad con el propósito de la investigación académica. La historia del museo se remonta a 1959.

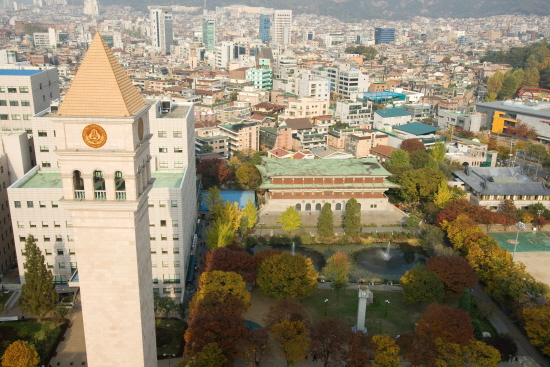
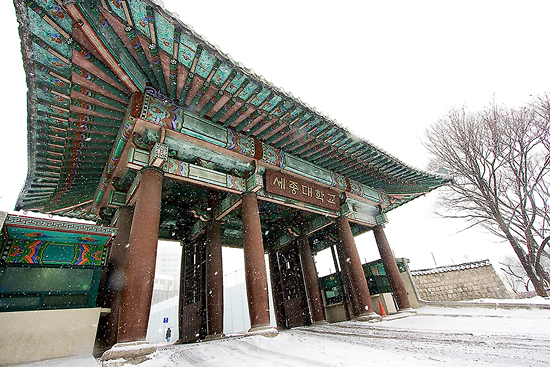
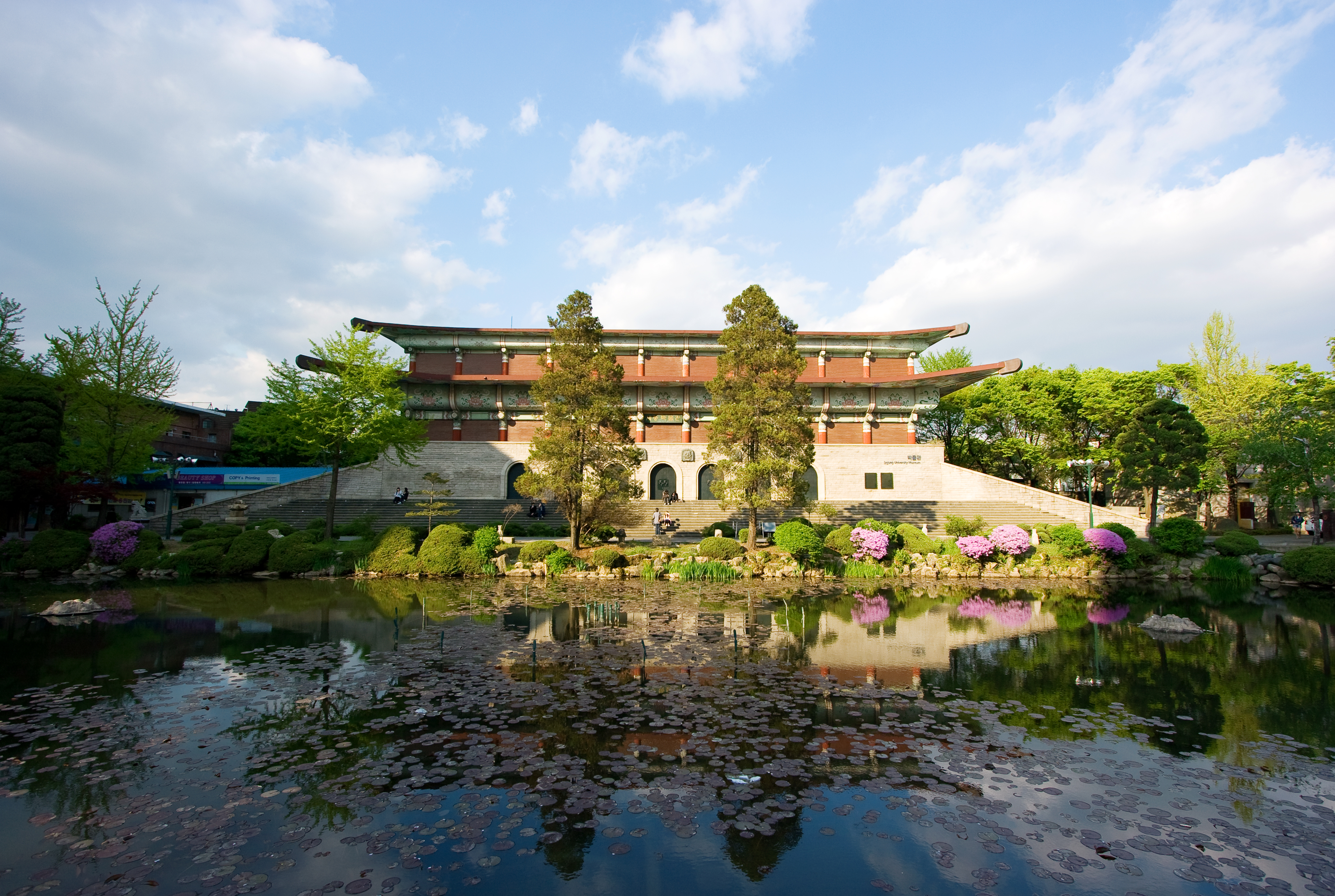
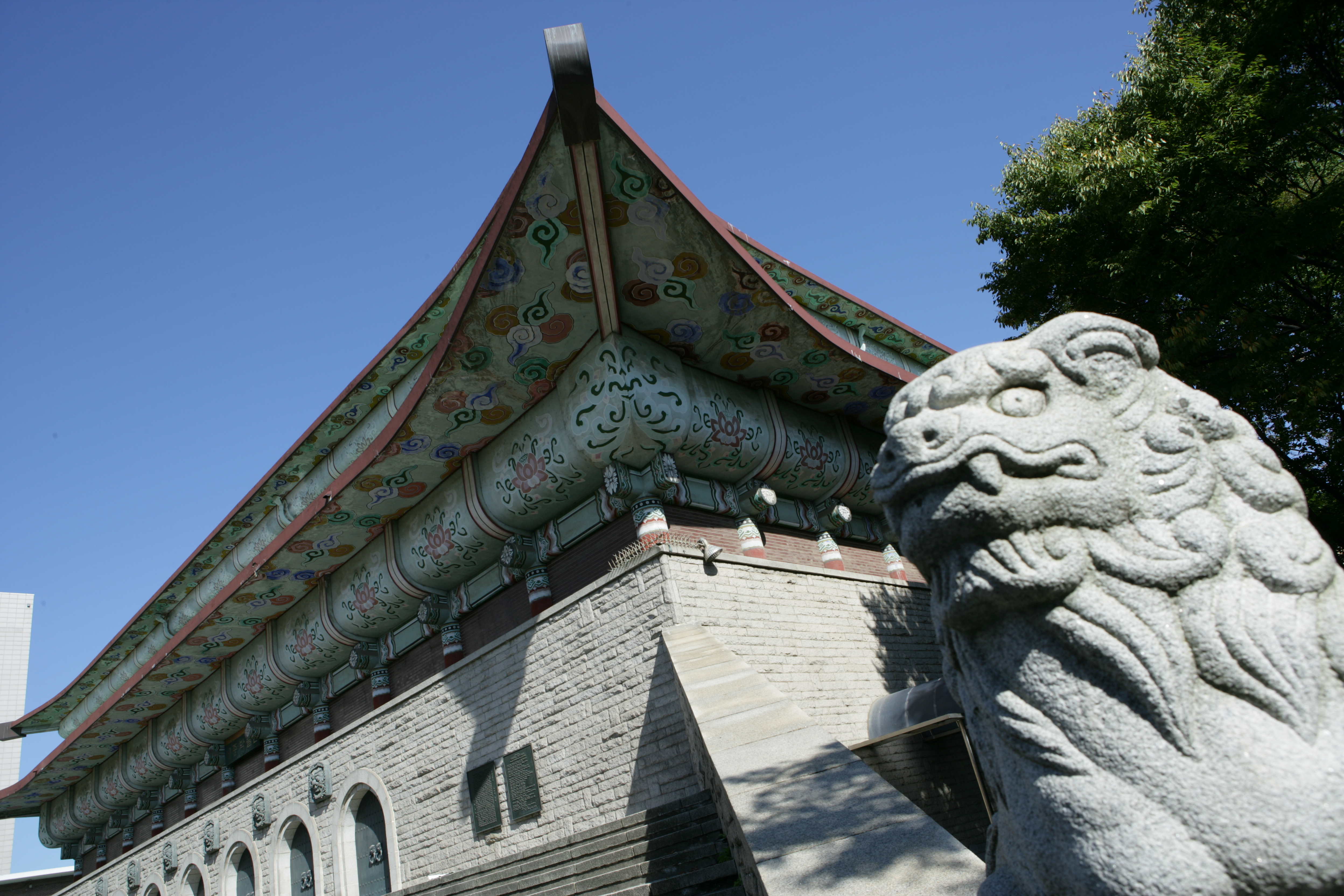